# Agustín García-Gasco Vicente
Agustín García-Gasco Vicente (Corral de Almaguer, 12 febbraio 1931 – Roma, 1º maggio 2011) è stato un cardinale e arcivescovo cattolico spagnolo.

## Biografia
Ordinato sacerdote il 26 maggio 1956.
Il 20 marzo 1985  è nominato vescovo ausiliare di Madrid ed eletto vescovo titolare di Nona, ricevendo la consacrazione episcopale l'11 maggio 1985 dal cardinale Ángel Suquía Goicoechea.
Il 24 luglio 1992 è stato nominato arcivescovo di Valencia, ruolo ricoperto fino all'8 gennaio 2009 quando Benedetto XVI ha accolto la sua rinuncia al governo pastorale dell'arcidiocesi per raggiunti limiti d'età.
È stato creato cardinale nel concistoro del 24 novembre 2007 da papa Benedetto XVI, ricevendo il titolo di San Marcello.
Il 12 febbraio 2011, giorno del suo ottantesimo compleanno, diviene cardinale non elettore, perdendo la possibilità di partecipare ad un futuro conclave.
La mattina del 1º maggio 2011 viene trovato riverso dopo un malore nella sua camera d'albergo romana, dove si trovava prima di prender parte alla cappella papale per la beatificazione di papa Giovanni Paolo II. Ricoverato all'Ospedale San Carlo, muore nella stessa mattinata per attacco cardiaco all'età di 80 anni.
Le esequie si sono tenute il 4 maggio nella cattedrale di Valencia e sono state presiedute dall'arcivescovo Carlos Osoro Sierra concelebrata da sei cardinali, 31 vescovi e arcivescovi e più di 300 sacerdoti. È sepolto nella cappella di San Giuseppe della cattedrale.

## Genealogia episcopale e successione apostolica
La genealogia episcopale è:
- Cardinale Scipione Rebiba
- Cardinale Giulio Antonio Santori
- Cardinale Girolamo Bernerio, O.P.
- Arcivescovo Galeazzo Sanvitale
- Cardinale Ludovico Ludovisi
- Cardinale Luigi Caetani
- Cardinale Ulderico Carpegna
- Cardinale Paluzzo Paluzzi Altieri degli Albertoni
- Papa Benedetto XIII
- Papa Benedetto XIV
- Papa Clemente XIII
- Cardinale Marcantonio Colonna
- Cardinale Giacinto Sigismondo Gerdil, B.
- Cardinale Giulio Maria della Somaglia
- Cardinale Carlo Odescalchi, S.I.
- Cardinale Costantino Patrizi Naro
- Cardinale Serafino Vannutelli
- Cardinale Domenico Serafini, Cong. Subl. O.S.B.
- Cardinale Pietro Fumasoni Biondi
- Cardinale Antonio Riberi
- Cardinale Ángel Suquía Goicoechea
- Cardinale Agustín García-Gasco y Vicente

La successione apostolica è:
- Vescovo Jesús Murgui Soriano (1996)
- Vescovo Jesús Esteban Catalá Ibáñez (1996)
- Vescovo Esteban Escudero Torres (2001)
- Vescovo Juan Tomás Oliver Climent, O.F.M. (2004)
- Vescovo Enrique Benavent Vidal (2005)
- Vescovo Salvador Giménez Valls (2005)